# Varbergskolen
Varbergskolen (sv: Varbergsskolan) er en kunststil i 1890'ernes svenske landskabsmaleri centreret om tre medlemmer af den svenske kunstnerforening − Konstnärsförbundet − Nils Kreuger, Karl Nordström og Richard Bergh der i en periode i 1890'erne alle tre boede i Kattegatbyen Varberg. Deres stil kaldes også syntetisk, en kunstretning kendetegnet ved stærk forenkling af billederne med sammenhængende farvefelter og ofte med mørke konturer. Denne stil var en reaktion på det realistiske landskabsmaleri fra 1880'erne og var inspireret af Paul Gauguin, især hans maleri Landskab fra Bretagne, 1889, ejet af Bergh og nu udstillet på det svenske Nationalmuseum i Stockholm.
Udtrykket Varbergsskolan tilskrives prins Eugen
| - Bergh, Nordström og Kreuger - Richard Bergh: Vision, motiv fra Visby, 1894 - Karl Nordström: Solnedgang over Vesterhavet, 1899 - Nils Kreuger: I skyggen, 1915 |